# Honestly, Nevermind
Honestly, Nevermind é o sétimo álbum de estúdio do rapper e cantor canadense Drake, que foi lançado de surpresa em 17 de junho de 2022, pela OVO Sound e Republic Records. O álbum inclui uma única participação especial de 21 Savage, e produção de uma variedade de produtores, incluindo Gordo, Black Coffee e colaborador frequente 40. É a segunda parte do que Drake descreveu como uma "trilogia de álbuns", após Certified Lover Boy (2021) e que seria sucedido por Her Loss (2022).